# Hauts-de-Chambéry
Les Hauts-de-Chambéry, ou anciennement Chambéry-le-Haut, sont un quartier populaire de Chambéry, situé dans le nord-est de la ville. Essentiellement construit entre 1964 et 1977 sur d'anciennes emprises agricoles, il est principalement composé de grands ensembles résidentiels essentiellement sociaux, entourés de zones pavillonnaires. Il compte plus de 10 000 habitants en 2018.
Les Hauts-de-Chambéry sont également le nom d'un quartier prioritaire de la politique de la ville, centré autour du grand ensemble, en raison d'un important taux de pauvreté. Comptant près de 6 500 habitants en 2018, c'est le plus peuplé du département de la Savoie. Il fait l'objet de projet de rénovation de l'Anru depuis les années 2000.

## Situation
Le quartier des Hauts-de-Chambéry est situé dans le nord-est de la commune de Chambéry, à environ 3,5 kilomètres du centre-ville. Divisé en cinq îlots regroupés pour l'information statistique (IRIS) de l'Insee, il est délimité par les rues du commandant Bulle et Sonnaz au nord, l'avenue Saint-Saturnin à l'est, la rue du Piochet et les jardins familiaux au sud, et enfin par le Pugnet et la foret du Talweg à l'ouest.

## Origines
Le site des Hauts-de-Chambéry demeure longtemps une vaste zone agricole s'étendant sur 137 hectares. On y trouve une série de petits hameaux ou lieux-dit, dénommés les Grands Champs, Mollard, Piochet, Pugnet, Caramagne et les Combes. Lors de l'Après-guerre, on y trouve environ 600 habitants qui cultivent de petites surfaces maraichères ainsi que de la vigne ou du tabac. Le projet d'aménagement du site conduit à de nombreuses expropriations parmi les paysans. 

## Débuts

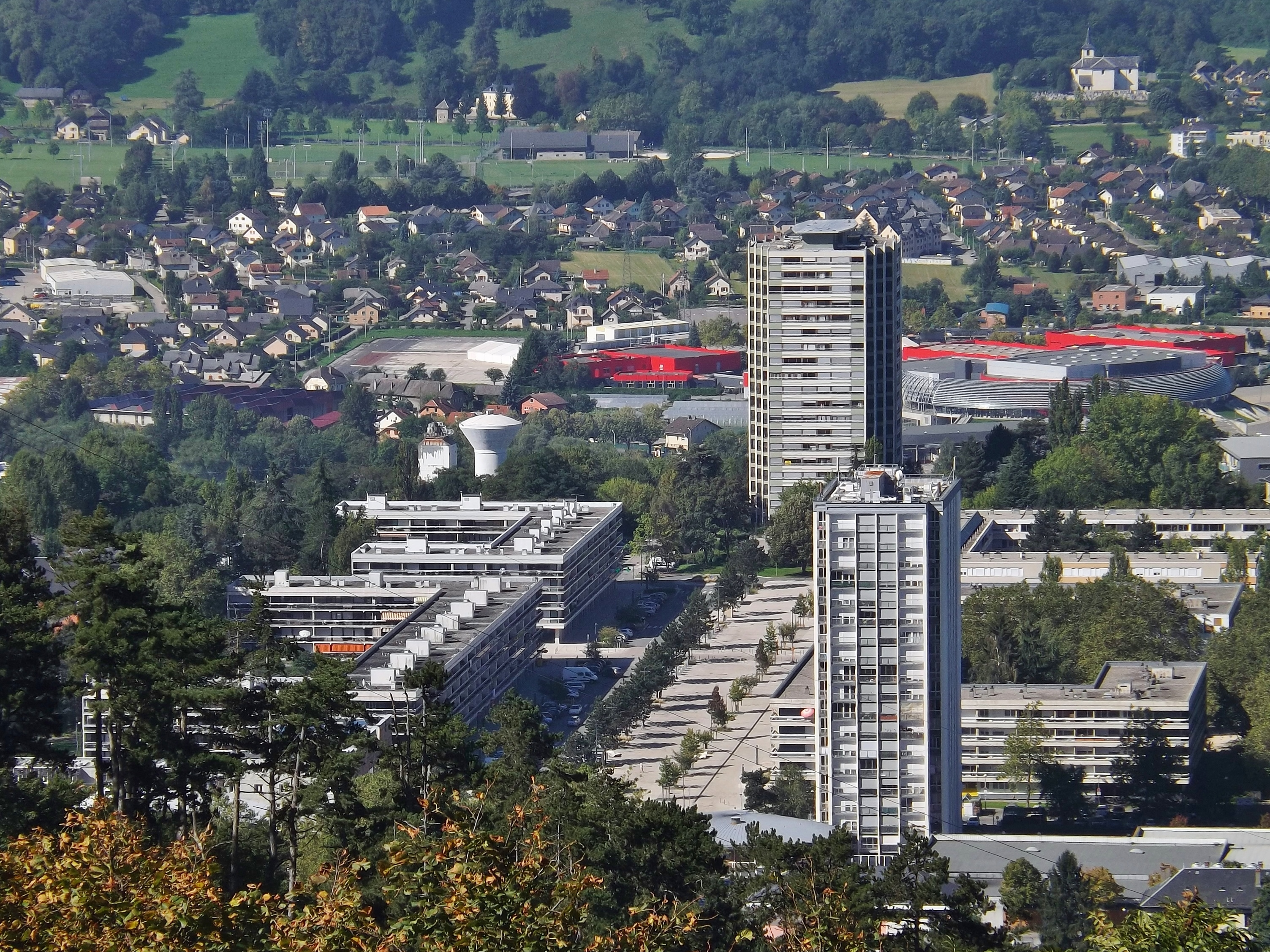
Tours des Hauts-de-Chambéry, avec en arrière-plan le quartier de Bissy et son église.

Le projet de la zone à urbaniser en priorité (ZUP) des Hauts-de-Chambéry émerge au début des années 1960, dans le but de répondre à la crise du logement qui frappe la ville en même temps que l'ensemble de la France. Les destructions de l'Après-guerre, l'explosion de naissances, l'exode rural et l'arrivée de travailleurs immigrés entrainent un besoin inédit de logement. Chambéry s'était pourtant déjà engagée dans divers programmes de constructions de logement accessibles à proximité du centre, avec l'aménagement de la cité-jardin de Bellevue (300 logements), du quartier de Biollay (1 100 logements) et du quartier du stade (100 logements), entre les années 1930 et 1950. Du fait de leur dimension modeste, ces chantiers ne parviennent pas à résoudre la crise.
La fusion des communes de Chambéry-le-Vieux et Bissy avec la ville de Chambéry le 6 mai 1961 rend accessibles de nouveaux terrains constructibles. Le site choisi pour implanter un nouveau vaste quartier est un plateau agricole ensoleillé et protégé des vents dominants. Éloigné du centre-ville, il est toutefois situé sur un axe stratégique conduisant à Aix-les-Bains. En 1962, le maire Pierre Dumas commande à l'architecte Jean Dubuisson un projet ambitieux de 8 000 logements répartis sur 137 hectares, mais celui-ci sera largement revu à la baisse. 

## Étapes d'urbanisation

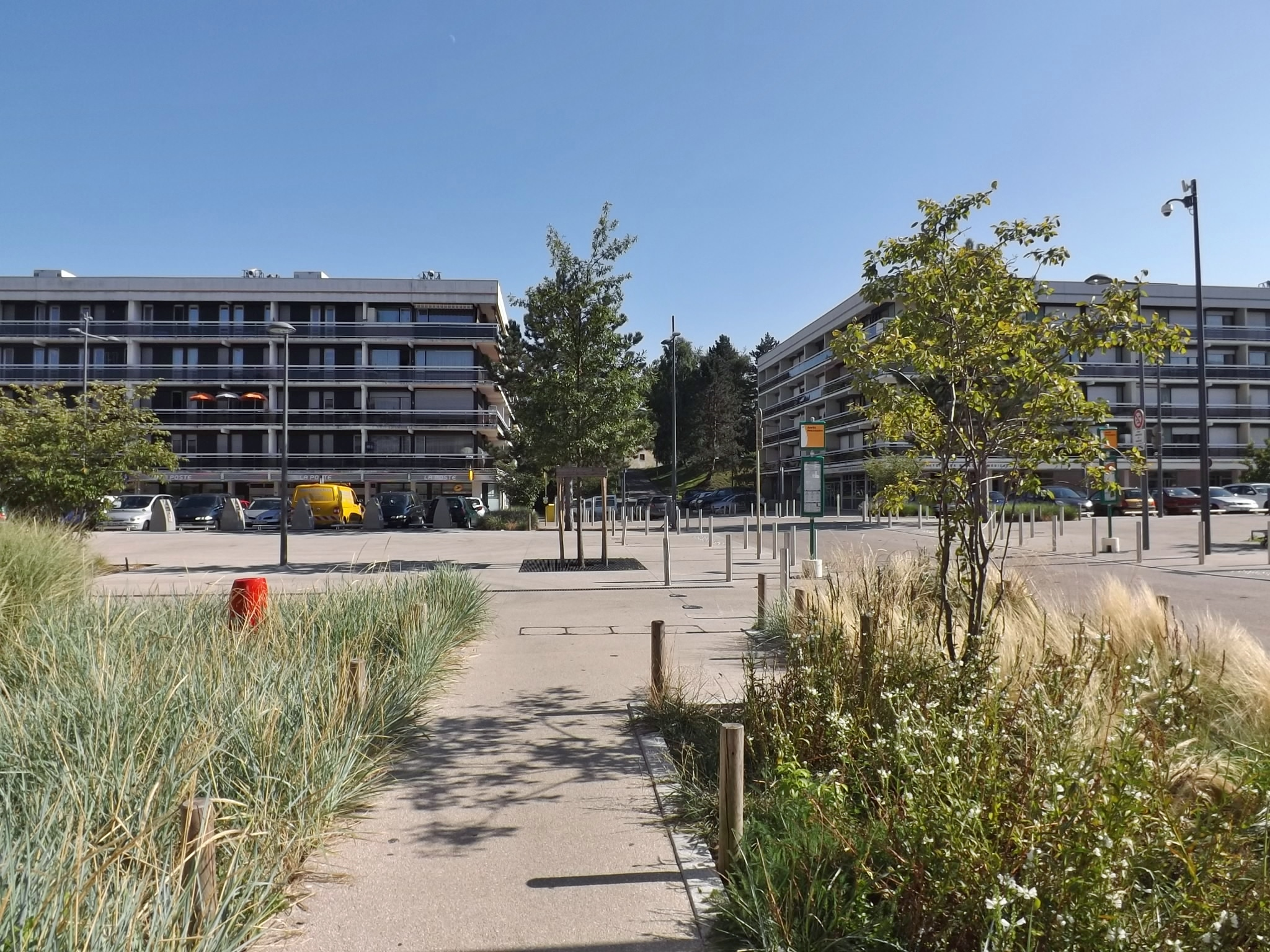
Immeuble en retour d'équerre, avenue d'Annecy.

Les travaux débutent sur le site en 1964 par la destruction des fermes agricoles et l'arasement du terrain. Le chantier de terrassement fonctionne alors parfois jour et nuit, pour laisser place à des bandes de terres disposées en terrasses, prêtes à la construction. Le chantier de la première tranche de logements du vaste projet imaginé par Jean Dubuisson commence alors. Il s'agit de construire rapidement pour un coût limité, dans le style des grands ensembles aménagés partout sur le territoire : de hautes tours et de longues barres bâties sur un même modèle standardisé. 
Le plan de masse du quartier présente toutefois quelques originalités, notamment des barres d'immeubles de quatre étages qui effectuent un retour d'équerre, pour former des rectangles ouverts avec cours intérieures. Il s'agit d'éviter la continuité de longues barres qui formeraient des « murailles » au sein du quartier, comme on peut le voir ailleurs en France. Dans une lettre de l'architecte au maire de la ville, il évoque un système de « grecques » qui « évite les longs ensembles dont la froide théorie chasse toute chaleur humaine ».
La première tranche est bâtie entre 1964 et 1971, dans le secteur des Combes. Les premiers logement sont livrés en mars 1967 rue du Pré de l'Âne. Les constructions s'étendent ensuite vers le sud entre 1971 et 1977, dans le secteur du Pugnet et du Mollard. Trois tours de 18 étages sont bâties sur la rue du Mâconnais en 1975. Enfin, la tour de Nivolet, qui termine la perspective de l'avenue d'Annecy, est la plus haute du quartier avec ses 63 mètres. 

## Services publics

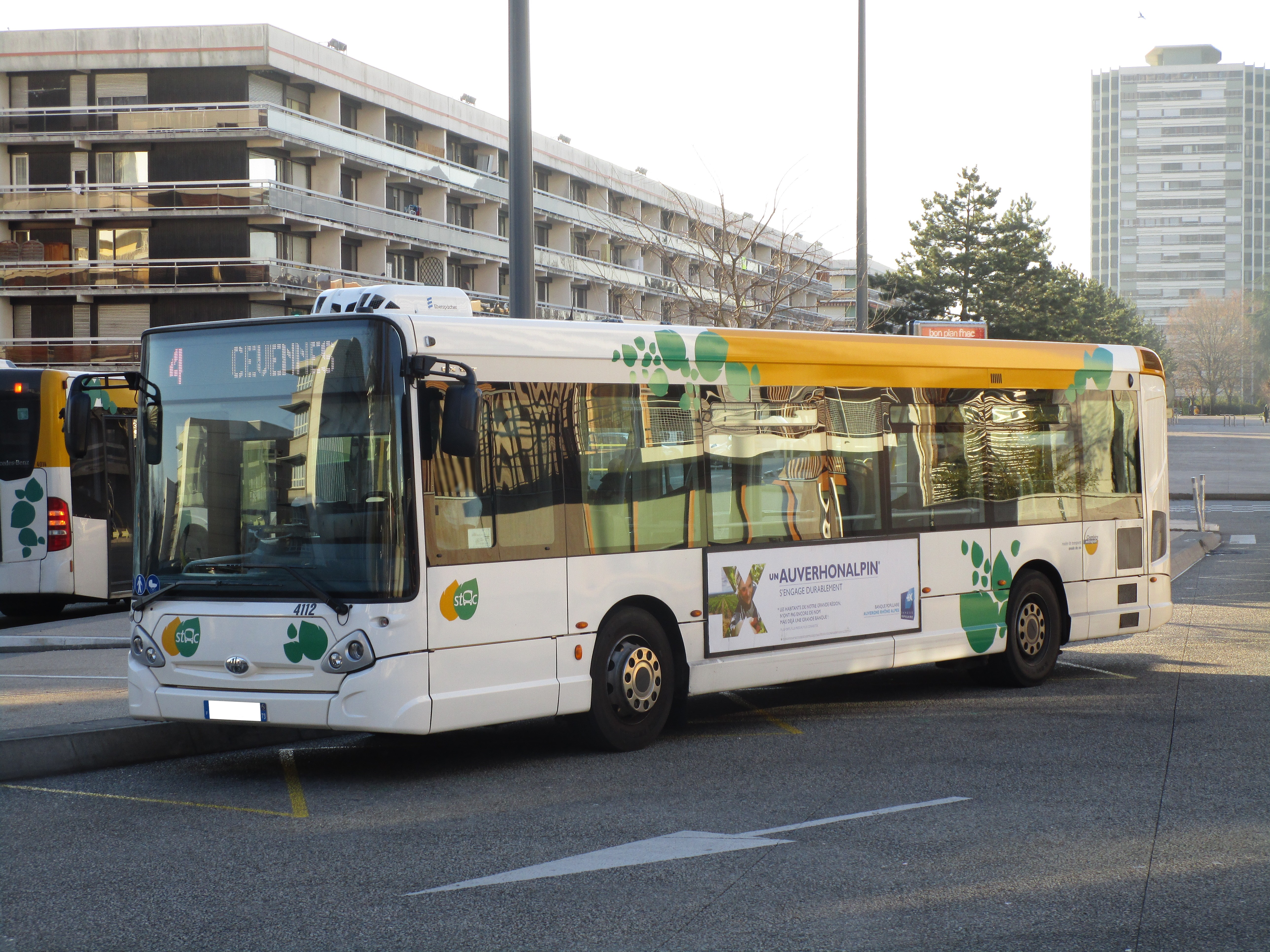
Le bus Heuliez GX 137 n°4112 du STAC, sur la ligne 4, 2016.

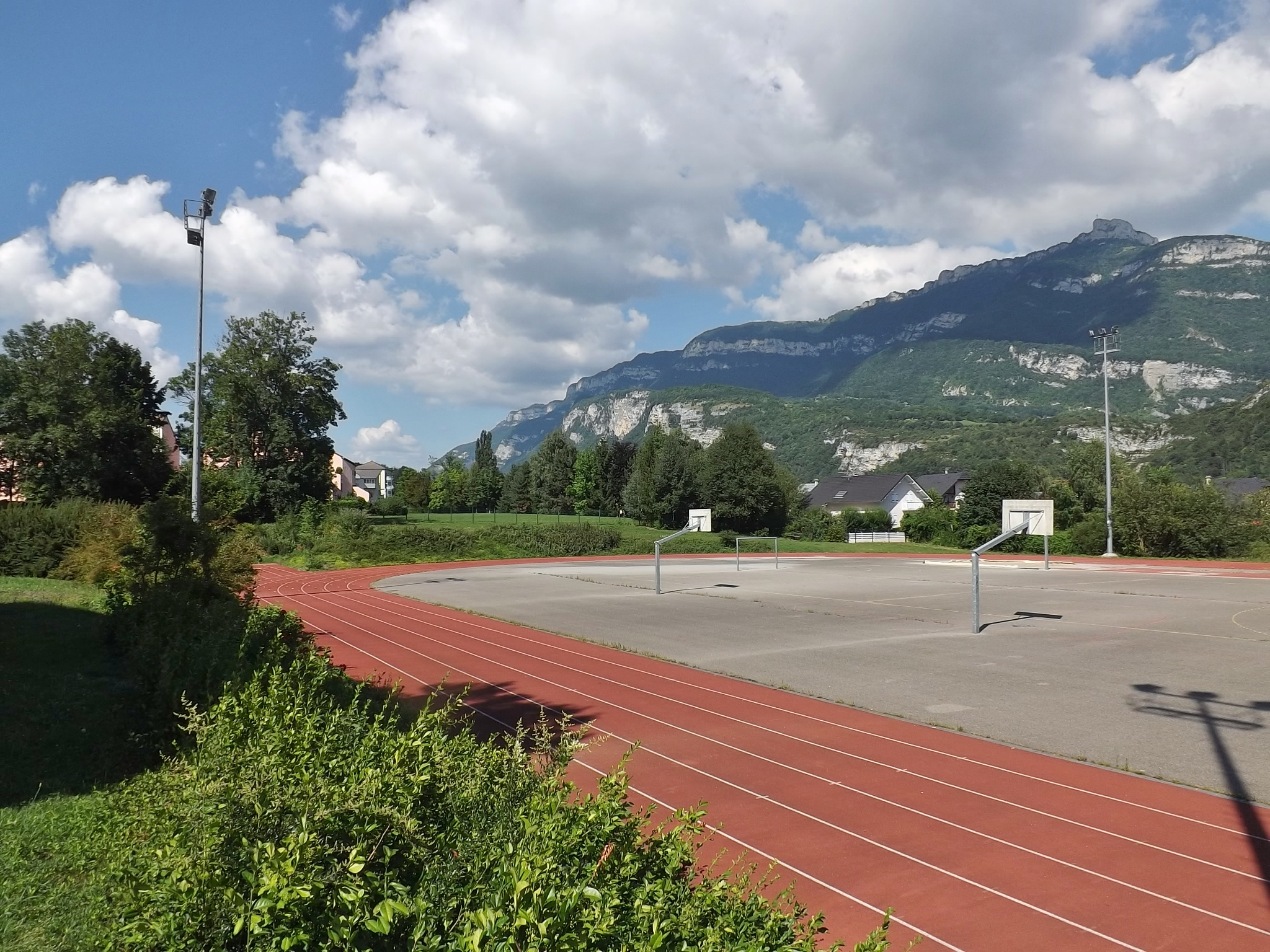
Vue du stade d'athlétisme et autres terrain de sport.

### Autres services
À partir des années 1990, la ville développe dans le quartier divers services grâce à de nombreux espaces disponibles, étant donné que le nombre de logements à construire a été revu à la baisse. En 1993, la maison de l'enfance du Nivolet est construite sur l'ancienne ferme du Pugnet. La même année, une crèche de 25 places baptisée « La Sauvageonne » ainsi que la résidence services seniors « La Corolle » de 35 appartements sont ajoutés.
En 1994, la salle de spectacle « Le Scarabée » de 400 places assises à l'intérieur d'une cour de récréation d'école, tandis que la Direction départementale de l'Équipement bénéficient de nouveaux locaux dans le quartier, à l'intersection de la route d'Aix-les-Bains et de l'avenue d'Annecy. En 1997, un bâtiment administratif nommé « Le Cristal » est construit, avec une mairie annexe, les bureaux du bailleur social et un espace d'exposition. La même année, c'est une compagnie de gendarmerie qui s'installe dans le quartier, au sud de la rue de Sonnaz, avec une caserne et 105 logements de fonction répartis dans une dizaine d'immeubles. 
Entre 2000 et 2003, divers nouveaux équipements sont inaugurés, soit la bibliothèque Georges Brassens, un « espace jeunes » notamment destinés à des activités de danse et musique, ainsi que des équipements sportifs (gymnase et piste d'athlétisme).

## Rénovation urbaine

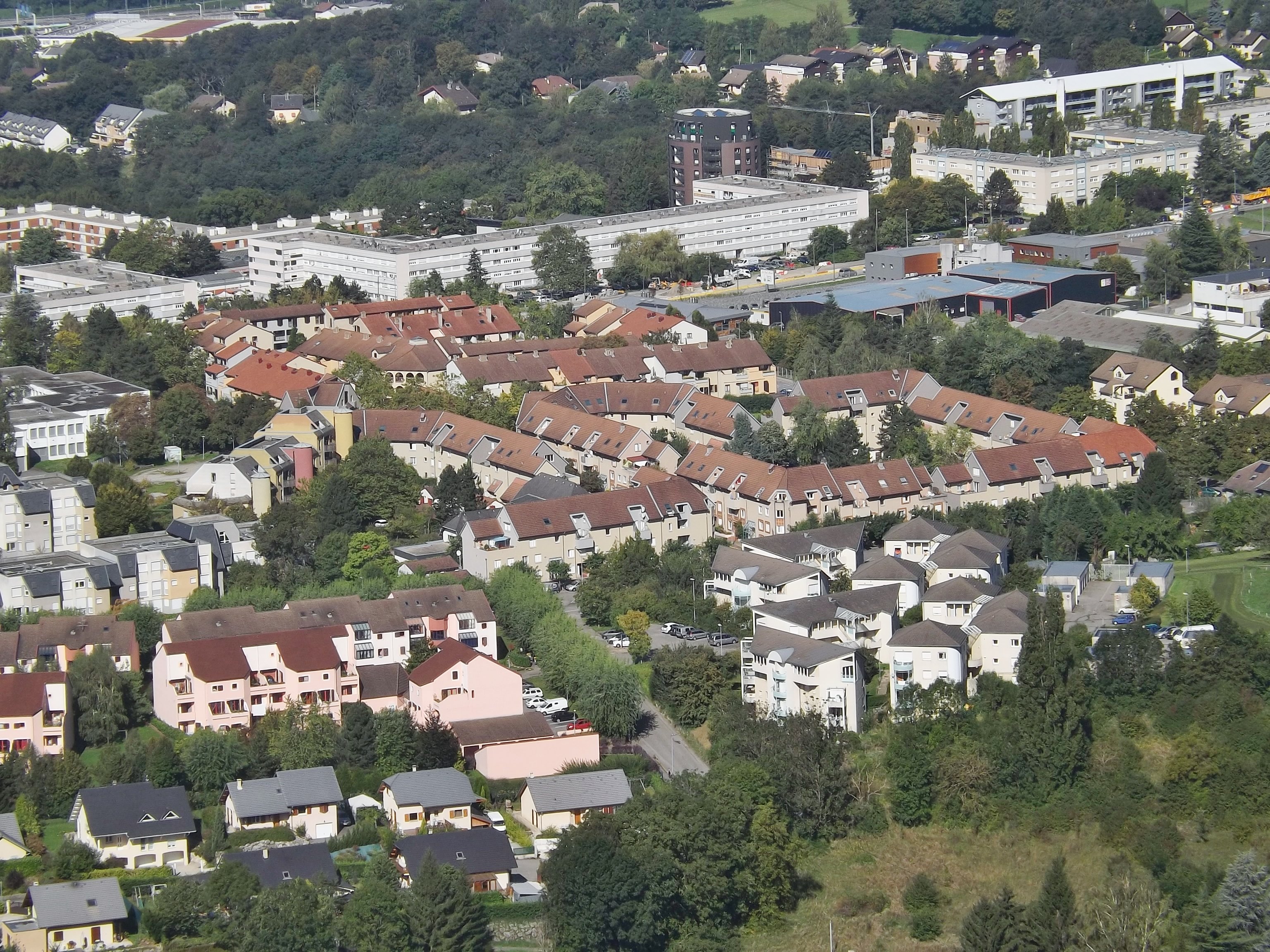
Les Châtaigniers au premier plan, vus de la colline des Monts, et le grand ensemble au deuxième plan, avec les travaux du PRU.

### Premier programme de rénovation (2009-2017)
Avec la création de l'Agence nationale pour la rénovation urbaine en 2004, un premier projet de rénovation urbaine (PRU) est établi avec un budget de 167 millions d'euros, dont la moitié est dédiée à la construction de logements neufs. L'opération aboutit à la suppression de 390 logements, essentiellement du fait de la destruction partielle de barres d'immeubles, et à la création de 328 nouveaux logements, dont 96 locatifs sociaux, 147 en accession sociale à la propriété et 85 privés. Près de 300 nouveaux logements sociaux sont également bâtis hors du quartier.
Dans le sud du quartier, la barre d'immeuble des Sapins bleus voit son aile orientale détruite de même qu'une petite partie des Peupliers argentés, sur la rue de Champagne, soit 115 logements sociaux supprimés. Ils sont remplacés par quatre immeubles, plus deux autres dans ce secteur, comprenant au total 144 logements, dont 56 locatifs sociaux, 20 privés et le reste en accession sociale. Une barre d'immeuble est également séparée en deux résidences rue du Mâconnais, supprimant 31 logements. 
Dans le secteur des Combes, 162 logements sont détruits du fait de la destruction d'un immeuble ainsi que certaines parties de deux barres d'immeubles. En remplacement, sept immeubles de taille plus modeste sont bâtis, pour 151 logements dont 70 en accession sociale, 65 locatifs privés et 16 locatifs sociaux. De plus, près de 2 000 logements sont réhabilités et 770 résidentialisés.

### Second programme de renouvellement (2018-2024)

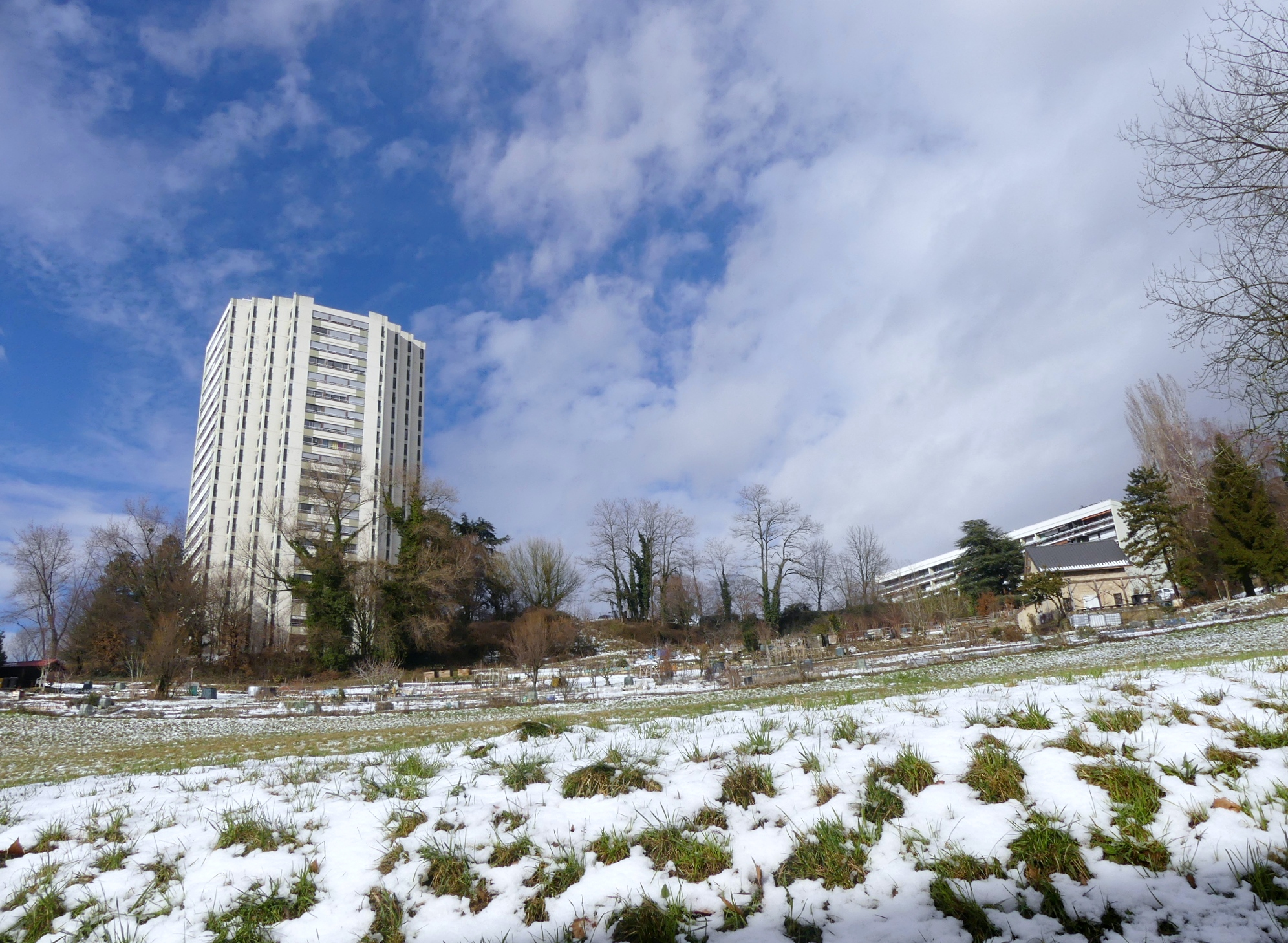
Tour du Nivolet enneigée en 2018.

Le 5 juillet 2018, la convention de renouvellement urbain du quartier est signée par la métropole, avec un budget de 120 millions d'euros et des travaux jusqu'en 2024 au moins. Les aménagements se situent essentiellement dans le secteur des Combes, avec la destruction d'une des deux parties restantes de l'ancienne barre Bois-Joli, ainsi qu'une partie de La Serpolière en 2021, soit un total de 96 logements sociaux supprimés. Une centaine de logements privés devraient être construits en remplacement. 
De plus, le projet prévoit l'amélioration de nombreux équipements, dont l'école de Vert-Bois. La réhabilitation des logements sociaux va également se poursuivre, notamment les tours jumelles de la rue du Mâconnais. Enfin, les places Demangeat et du Forum devraient être réaménagées.

## Population

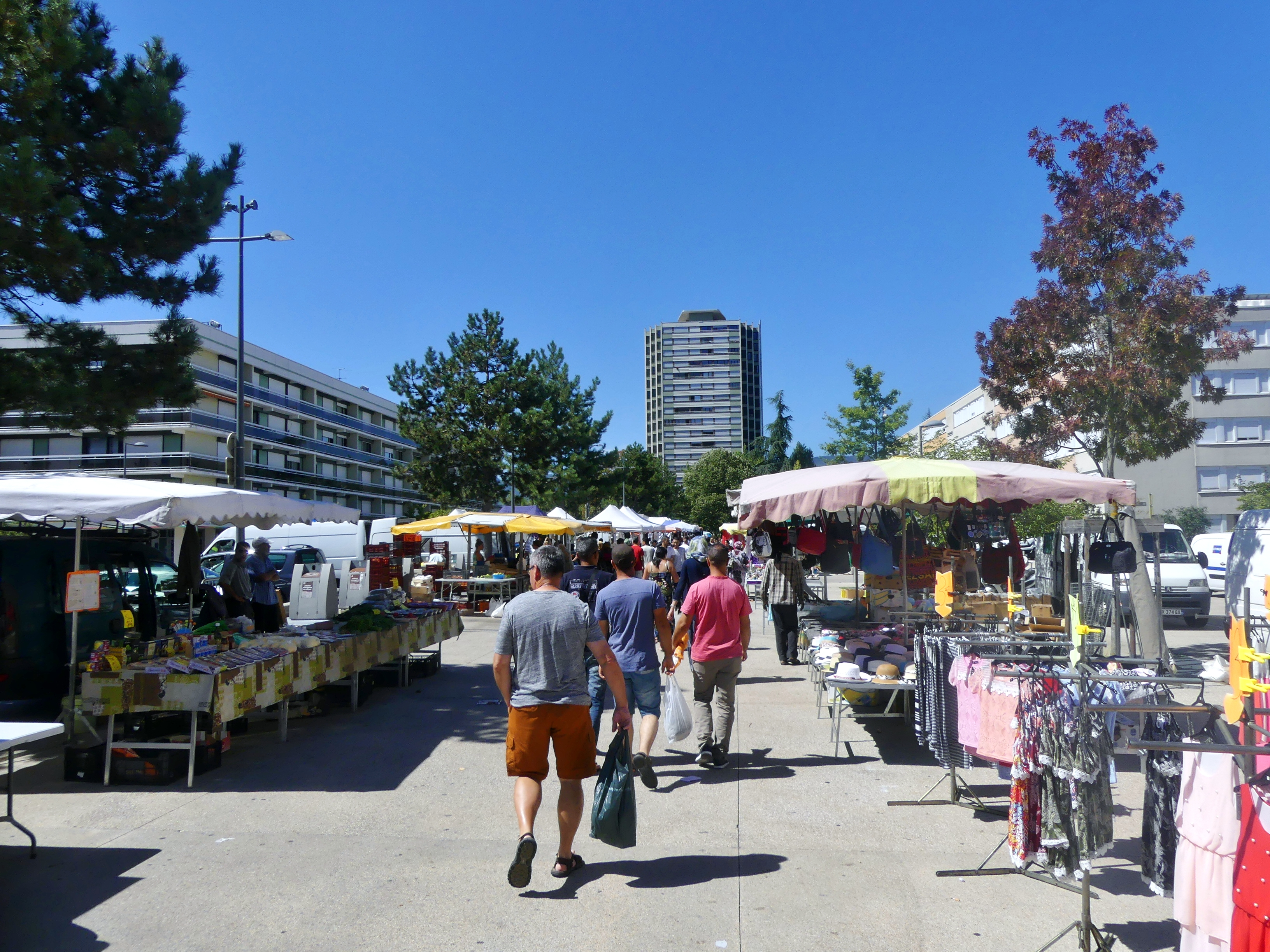
Marché des Hauts-de-Chambéry, été 2018.

Les Hauts-de-Chambéry, dans sa délimitation large définie par l'Insee, comptent 10 121 habitants en 2018. La partie classée quartier prioritaire de la politique de la ville compte 6 465 habitants, rassemblant donc les deux-tiers des habitants. Celle-ci présente une population jeune, rencontrant certaines difficultés sociales. Près de 40 % des habitants ont moins de 25 ans et un ménage compte en moyenne 2,4 personnes, tandis que 16 % des foyers sont des familles monoparentales et 14 % des couples avec trois enfants ou plus. 
Le taux de pauvreté s'inscrit à 41,3 % de la population, contre 18,3 % pour l'ensemble de la ville de Chambéry et 43,5 % pour la moyenne des quartiers prioritaires français. Les revenus médians des ménages par unité de consommation atteint 1 180 euros par mois en 2018, contre 1 720 pour la commune de Chambéry. Les revenus des habitants du quartier prioritaire sont constitués à 61 % de revenus du travail, 22 % de prestations sociales et le reste essentiellement de pensions de retraite. Près de 95 % des logements sont sociaux, contre 30 % pour l'ensemble de la ville.

## Sources
- Chambéry-le-Haut ou la ZUP du « bien vivre » sur Le Monde, le 21 juillet 1998
- Les Hauts-de-Chambéry sur L'Express, le 6 décembre 2007